# Шаумбергер, Юлий
Юлий (Юлиус) Шаумбергер (нем. Julius Schaumberger; 29 августа 1858, Мюнхен, Королевство Бавария — 15 августа 1924, Мюнхен) — немецкий прозаик, драматург, журналист, редактор.

## Биография
В 1880-х годах занимался журналистской деятельностью в Париже, Вене и Цюрихе. Вернувшись на родину в Мюнхен, в 1888—1889 годах редактировал несколько журналов нового литературного направления («Moderne Blätter», «Münchner Theatre Journal» и др.). В 1889—1890 годах издавал еженедельную газету «Münchener Kunst». Позже, в 1896 году, был редактором театрального журнала «Мефисто».
В 1890 году был в числе основателей Gesellschaft für modernes Leben- немецкой литературно-театральной ассоциации, целью которой было продвижение современной литературы, особенно натурализма.

## Творчество
Как писатель дебютировал в 1889 году с «Театральной новеллой», небольшим сборником набросков о жизни художника в Мюнхене.
Как драматург дебютировал с небольшой пьесой «Ein pietätloser Mensch» («Благородный человек»), премьера которой состоялась в театре «Königliches Residenz-Theater» в Мюнхене 20 июня 1893 года.

## Избранные произведения
Драмы
- Künstler-Dramen, 1893.
- Künstler-Dramen, 1894.
- Die neue Ehe, 1894.
- Bella, 1895.
- Der Ernst des Lebens, 1895.
- Die Sünde wider den heiligen Geist, 1895.
- Das Wunder, 1896.
- Die ehrbare Frau, 1898.
- Pepi Danegger, 1898.
- Ein reiner Adelsmenschg, 1906.

Проза
- Theater-Novelletten (1889)
- Hell oder dunkel (1892)
- Münchener Kaffeehaus-Geschichten (1894)
- Ein pietätloser Mensch (1893)
- Konrad Drehers Schlierseer Bauerntheater (1893) и др.